# Штуки, Аида
Аида Штуки (нем. Aida Stucki; 19 февраля 1921, Каир — 9 июня 2011, Винтертур) — швейцарская скрипачка и музыкальный педагог.
Дочь швейцарца и итальянки. Училась в Винтертуре у Эрнста Вольтерса, в Цюрихской консерватории у Штефи Гейер и наконец в Люцерне у Карла Флеша. В 1940 г. привлекла к себе внимание в ходе участия в Международном конкурсе исполнителей в Женеве. В 1945 г. вышла замуж за скрипача Джузеппе Пираччини.
В 1945—1950 гг. была постоянным концертным партнёром Клары Хаскил, затем выступала с такими пианистами, как Элли Ней, Вальтер Фрай, Адриан Эшбахер, Кристоф Лиске, Пина Поцци. В 1959 г. вместе с мужем основала струнный квартет, чередуясь с ним за первым пультом.
С 1948 г. преподавала в Винтертуре и Цюрихе. Среди её учеников, прежде всего, Анне-Софи Муттер, а также сёстры Сибилла и Мирьям Чопп.
Ряд концертных записей Аиды Штуки сохранились в архивах различных радиостанций. В 2008 г. одна из них, записанный в 1949 г. скрипичный концерт Людвига ван Бетховена (дирижёр Герман Шерхен), была выпущена во Франции.